# Hrafnabjörg
La Hrafnabjörg, toponyme islandais signifiant littéralement en français « les roches du corbeau », est un volcan d'Islande situé dans le sud-ouest du pays, à l'est des Þingvellir et au nord-est du Þingvallavatn. Culminant à une altitude de 765 mètres, elle domine le Þingvallahraun et les Þingvallaskógar à l'ouest et le Þjófahraun à l'est. La montagne est un tuya, un ancien volcan sous-glaciaire édifié sous d'importantes quantités de glaces et désormais dégagé des glaciers. Elle se situe à l'aplomb des failles orientales délimitant les Þingvellir.

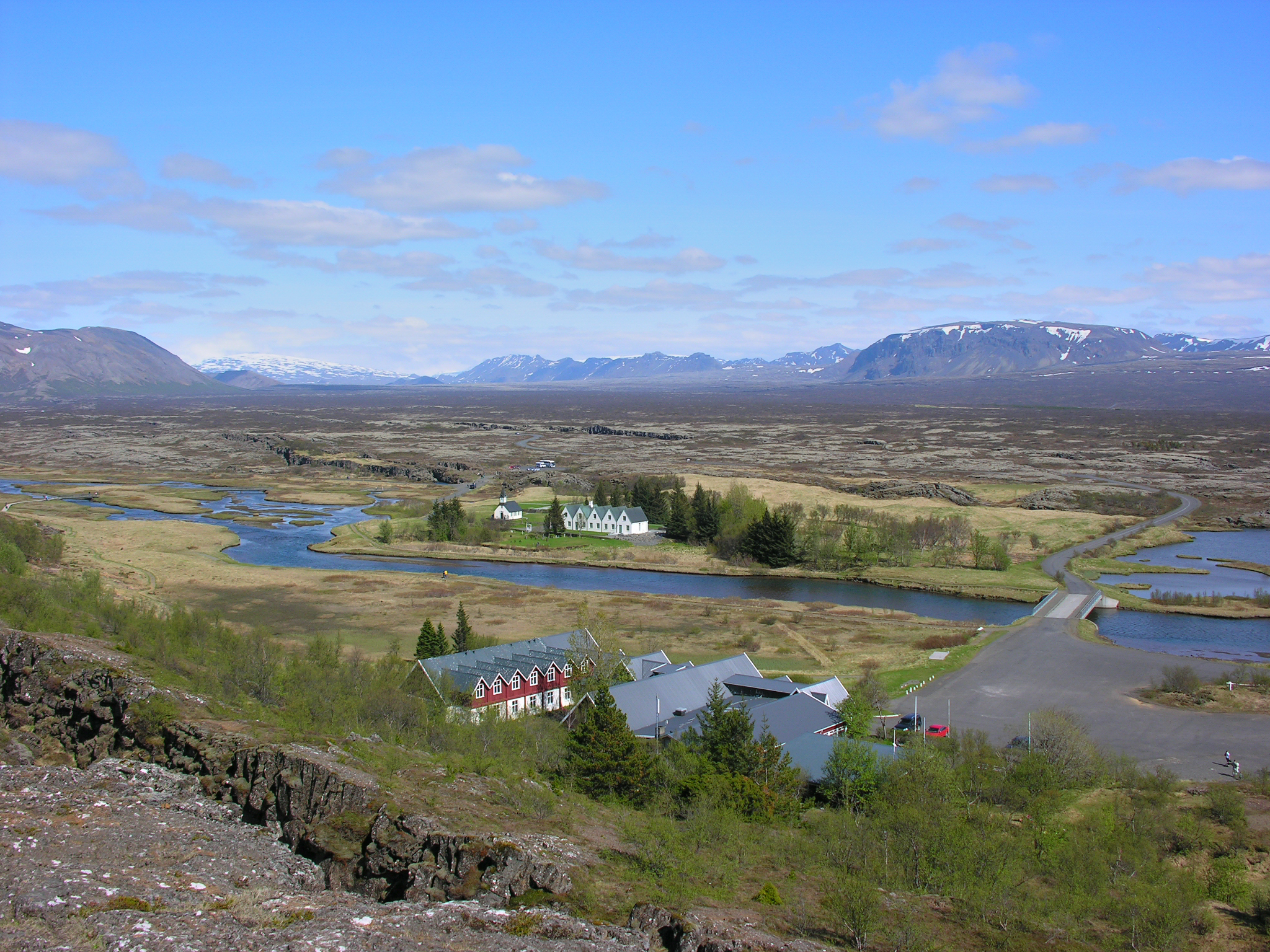
Vue de la partie septentrionale des Þingvellir avec au premier plan la Öxará dominés à droite par la Hrafnabjörg, à gauche par l'Ármannsfell ; au dernier plan à gauche se trouve le Skjaldbreiður.